# Vladimír Kocman
Vladimír Kocman, född den 5 april 1956 i České Budějovice, Tjeckien, är en bulgarisk judoutövare.
Han tog OS-brons i herrarnas tungvikt i samband med de olympiska judotävlingarna 1980 i Moskva.